# John Bainbridge
John Bainbridge (ur. 1582 w Ashby-de-la-Zouch, zm. 3 listopada 1643 w Oksfordzie) – angielski astronom.

## Życiorys
Urodził się w Ashby-de-la-Zouch, w hrabstwie Leicestershire. Studiował w Emmanuel College w Cambridge. Po uzyskaniu tytułu doktora medycyny w 1614 wrócił do Ashby i przez kilka lat praktykował jako lekarz, prowadził szkołę, a jednocześnie studiował matematykę i astronomię. Na początku 1618 przeprowadził się do Londynu, gdzie wykładał astronomię i medycynę w Gresham College, a 6 listopada został tego samego roku został licencjatem londyńskiego kolegium lekarzy. Został zauważony z powodu wydanej w 1619 roku publikacji dotyczącej komety z roku 1618 – An Astronomical Description of the late Comet (był jednym z pierwszych astronomów, którzy obserwowali kometę za pomocą teleskopu). W roku 1619 Sir Henry Savile mianował go tytułem Savilian Professor of Astronomy – nowo utworzonym przez niego stanowiskiem profesora astronomii na Uniwersytecie Oksfordzkim. W 1620 Bainbridge rozpoczął pracę w Merton College w Oksfordzie, gdzie wykładał aż do śmierci. W 1623 określił szerokość geograficzną Oksfordu. Obserwował zaćmienia Słońca i Księżyca. W 1631 i 1635 r. został, odpowiednio, młodszym i starszym wykładowcą dzieł Thomasa Linacre’a. Zmarł w Oksfordzie 3 listopada 1643. Został pochowany w kaplicy w Merton College.